# Угрехелидзе, Тарасий Сергеевич
Тарасий Сергеевич Угрехелидзе (1907, село Дзирагеули, Рачинский уезд, Кутаисская губерния, Российская империя — неизвестно, село Дзирагеули, Амбролаурский район, Грузинская ССР) — колхозник колхоза имени Калинина Амбролаурского района, Грузинская ССР. Герой Социалистического Труда (1966).

## Биография
Родился в 1907 году в крестьянской семье в селе Дзирагеули Рачинского уезда. С раннего возраста трудился в сельском хозяйстве, затем — в местном колхозе имени Калинина Амбролаурского района до призыва в Красную Армию по мобилизации. Участвовал в Великой Отечественной войне. После демобилизации возвратился на родину и продолжил трудиться на виноградниках в колхозе имени Калинина Амбролаурского района.
Ежегодно показывал высокие трудовые результаты в виноградарстве. Указом Президиума Верховного Совета СССР от 2 апреля 1966 года удостоен звания Героя Социалистического Труда за «достигнутые успехи в развитии сельского хозяйства, промышленности и науки Грузинской ССР» с вручением ордена Ленина и золотой медали «Серп и Молот» (№ 10858).
После выхода на пенсию проживал в родном селе Дзирагеули Амбролаурского района. Дата смерти не установлена (после марта 1985 года).
Награды
- Герой Социалистического Труда
- Орден Ленина
- Орден Отечественной войны 1 степени (11.03.1985)